# Dicranomyia paradisea
Dicranomyia paradisea är en tvåvingeart. Dicranomyia paradisea ingår i släktet Dicranomyia och familjen småharkrankar.

## Underarter
Arten delas in i följande underarter:
- D. p. circumcincta
- D. p. paradisea